# کوه توهوبیچ
کوه توهوبیچ (به لاتین: Tuhobić) یک کوه در کرواسی است که در شهرستان پریموری-گورسکی واقع شده‌است. کوه توهوبیچ ۱٬۱۰۶ متر بالاتر از سطح دریا واقع شده‌است.